# Bobsleje na Zimowych Igrzyskach Olimpijskich 1928
Zawody bobslejowe na II Zimowych Igrzyskach Olimpijskich rozegrane zostały 18 lutego 1928 roku na torze bobslejowym St. Moritz-Celerina leżącym w pobliżu Sankt Moritz, gospodarza tych igrzysk. Była to druga edycja olimpijskich zawodów bobslejowych w historii, a organizowana przez Fédération Internationale de Bobsleigh et de Tobogganing rywalizacja została rozegrana w jednej konkurencji męskiej. Przystąpiły do nich reprezentacje piętnastu krajów. W klasyfikacji medalowej zwyciężyli reprezentanci Stanów Zjednoczonych.

## Tło zawodów
Sankt Moritz było miejscem narodzin bobslejów jako dyscypliny sportowej, kiedy to rozpoczęto organizację zawodów w latach osiemdziesiątych XIX wieku. Pierwszy nowoczesny tor bobslejowy także był zlokalizowany w pobliżu miasta, w gminie Celerina/Schlarigna, zbudowany z zebranych funduszy w 1903 roku. Pierwsze zawody rozegrano 1 stycznia 1904 roku. Wciąż jest jednym z najbardziej znanych torów bobslejowych.
Podczas I Zimowych Igrzysk Olimpijskich w Chamonix w 1924 roku rozegrano jedną konkurencję. Reguły pozwalały by w bobie znajdowało się czterech lub pięciu zawodników. W odróżnieniu od tych zawodów, w Sankt Moritz wszystkie reprezentacje wystawiły składy pięcioosobowe. Różnice pojawiły się także w stylu ślizgu – w 1924 roku zawodnicy jedynie siedzieli w saniach, a podczas szwajcarskich rozgrywek niektórzy zjeżdżali w pozycji półleżącej. Był to dla wielu zawodników nieznany wcześniej styl jazdy ponieważ wymagał od sportowców dużo większych umiejętności.

## Przebieg zawodów
Początkowo zaplanowano przeprowadzenie konkurencji męskich piątek w ciągu dwóch dni – po dwa zjazdy 16 i 17 lutego. Jednak wiatr Föhn niosący ze sobą falę ciepłego powietrza rozpuścił przygotowany na torze lód. Dlatego zdecydowano by rozegrać jedynie dwa zjazdy 18 lutego. Oba zjazdy wygrały ekipy Stanów Zjednoczonych. Pierwsza ekipa Stanów Zjednoczonych pilotowana była przez zwycięzcę zawodów skeletonowych Jennisona Heatona, zaś drugą kierował zaledwie szesnastoletni Billy Fiske. Pozostali członkowie drugiej załogi (oprócz Clifforda Graya) zostali znalezieni przy pomocy ogłoszenia prasowego. Załoga Fiske'a wygrała pierwszy wyścig  wyprzedzając o 0,9 sekundy pierwszą drużynę belgijską kierowaną przez Ernesta Casimir-Lamberta, który był jednym z faworytów do wygranej. Jednak błąd w drugim zjeździe spowodował, że Belgowie zajęli dopiero szóste miejsce. 
Ekipa Fiske'a w drugim zjeździe osiągnęła piąty czas, lecz słaby zjazd pierwszej ekipy USA nie wystarczył by „skraść” pierwsze miejsce. Druga ekipa niemiecka kierowana przez Hannsa Kiliana zdobyła brązowy medal, stając się pierwszymi niemieckimi medalistami olimpijskimi po I wojnie światowej. Czwarte i piąte miejsce zajęte przez ekipy argentyńskie były jedną z niespodzianek podczas igrzysk.

## Wyniki
W rywalizacji czwórek/piątek męskich zgłoszono dwadzieścia pięć ekip. Wystartowały dwadzieścia trzy składy, gdyż na starcie nie pojawiły się dwie drużyny z Czechosłowacji.
Literą k oznaczono kapitana drużyny. 
| Poz. | Reprezentacja   | Nazwa i skład                                                                                          | Zjazd I | Zjazd I | Zjazd II | Zjazd II | Suma   |
| Poz. | Reprezentacja   | Nazwa i skład                                                                                          | Czas    | Poz.    | Czas     | Poz.     | Suma   |
| ---- | --------------- | --- | ------- | ------- | -------- | -------- | ------ |
| 1.   | USA             | U.S.A. I : Billy Fiske (k), Nion Tucker, Geoffrey Mason, Clifford Gray, Richard Parke                  | 1:38,9  | 1       | 1:41,6   | 5        | 3:20,5 |
| 2.   | USA             | U.S.A. II : Jennison Heaton (k), David Granger, Lyman Hine, Jay O’Brien, Thomas Doe                    | 1:42,3  | 8       | 1:38,7   | 1        | 3:21,0 |
| 3.   | Rep. Weimarska  | DEUTSCHLAND II : Hanns Kilian (k), Hans Heß, Sebastian Huber, Valentin Krempl, Hans Nägle              | 1:41,7  | 5       | 1:40,2   | 2        | 3:21,9 |
| 4.   | Argentyna       | HUE-GEN II : Arturo Gramajo (k), Ricardo González, Mariano de María, Rafael Iglesias, John Victor Nash | 1:40,1  | 3       | 1:42,5   | 6        | 3:22,6 |
| 5.   | Argentyna       | ARGENTINA : Eduardo Hope (k), Jorge del Carril, Héctor Milberg, Horacio Iglesias, Horacio Gramajo      | 1:42,3  | 8       | 1:40,6   | 3        | 3:22,9 |
| 6.   | Belgia          | VENTRE A TERRE : Ernest Lambert (k), Walter Ganshof, Marcel Sedille-Courbon, Max Houben, Léon Tom      | 1:39,8  | 2       | 1:44,7   | 12       | 3:24,5 |
| 7.   | Rumunia         | ROUMANIE II : Grigore Socolescu (k), Ion Gavăț, Traian Nițescu, Toma Ghițulescu, Mircea Socolescu      | 1:43,8  | 13      | 1:40,8   | 4        | 3:24,6 |
| 8.   | Szwajcaria      | KISMET : Charles Stoffel (k), René Fonjallaz, Henry Höhnes, Emil Coppetti, Louis Koch                  | 1:43,1  | 10      | 1:42,6   | 7        | 3:25,7 |
| 9.   | Wielka Brytania | GREAT BRITAIN II : Henry Martineau (k), Walter Birch, John Dalrymple, John Gee, Edward Hall            | 1:41,7  | 6       | 1:44,5   | 10       | 3:26,2 |
| 10.  | Wielka Brytania | GREAT BRITAIN I : George Pim (k), Guy Tracey, David Griffith, Frederick Browning, Thomas Warner        | 1:40,6  | 4       | 1:45,7   | 15       | 3:26,3 |
| 11.  | Meksyk          | MEXIQUE : Lorenzo Elízaga (k), Ignacio de Landa, José Díaz, Mario Casasús, Genaro Díaz                 | 1:44,9  | 16      | 1:42,8   | 8        | 3:27,6 |
| 12.  | Holandia        | TROMP : Curt van de Sandt (k), Jacques Delprat, Edwin de Mattos, Henri Dekking, Hubert Menten          | 1:43,5  | 11      | 1:45,5   | 14       | 3:29,0 |
| 13.  | Szwajcaria      | DIABLERETS : Jean Mollien (k), John Schneiter, René Ansermoz, André Mollien, William Pichard           | 1:41,7  | 7       | 1:48,2   | 20       | 3:29,9 |
| 14.  | Francja         | FRANCE I : Jean d’Aulan (k), Michel Baur, Roger Petit-Didier, Jacques Petit-Didier, William Beamisch   | 1:43,7  | 12      | 1:46,3   | 17       | 3:30,0 |
| 15.  | Francja         | FRANCE II : André Dubonnet (k), B. de Heussey, Joseph Dedein, S. de la Rochefoucault, Jacques Rheins   | 1:45,7  | 19      | 1:44,5   | 11       | 3:30,2 |
| 16.  | Belgia          | PRINCESSE ASTRID : Charles Mulder (k), Hubert Kryn, Ferdinand Hubert, Louis Rooy, Robert Langlois      | 1:45,0  | 17      | 1:46,2   | 16       | 3:31,2 |
| 17.  | Polska          | SERGEANT MURPHY : Józef Broel-Plater (k), Jerzy Bardziński, Jerzy Łucki, Jerzy Potulicki, Antoni Bura  | 1:44,8  | 15      | 1:46,8   | 18       | 3:31,6 |
| 18.  | Rep. Weimarska  | DEUTSCHLAND I : Hans-Edgar Endres (k), Paul Martin, Karl Reinhardt, Paul Volkhardt, Rudolf Soenning    | 1:48,0  | 22      | 1:43,9   | 9        | 3:31,9 |
| 19.  | Rumunia         | ROUMANIE I : Alexandru Berlescu (k), Eugen Ștefănescu, Petre Petrovici, Tiță Rădulescu, Horia Roman    | 1:47,3  | 21      | 1:44,9   | 13       | 3:32,2 |
| 20.  | Luksemburg      | LUX : Marc Schoetter (k), Raoul Weckbecker, Guillaume Heldenstein, Pierre Kaempff, Auguste Hilbert     | 1:45,8  | 20      | 1:46,9   | 19       | 3:32,7 |
| 21.  | Włochy          | GIOVINEZZA : Giancarlo Morpugo (k), Carlo Sem, Luigi Cerutti, Giuseppe Crivelli, Piero Marchetti       | 1:45,0  | 18      | 1:49,6   | 21       | 3:34,6 |
| 22.  | Austria         | BLITZ : Franz Lorenz (k), Franz Wohlgemuth, Eduard Pechanda, Benno Karner, Richard Lorenz              | 1:52,3  | 23      | 1:49,7   | 22       | 3:42,0 |
| -    | Austria         | SEMMERING : Gustav Mader (k), Hugo Weinstengel, Michael Waissnix, Walter Sehr, Franz Pamperl           | 1:44,2  | 14      | DSQ      | –        | DSQ    |